# Oskar za najboljši film
Oskar za najboljši film (angleško The Academy Award for Best Picture) je ena od ameriških filmskih nagrad oskar, ki jih Ameriška filmska akademija podeljuje že od začetka podelitve leta 1929. Nagrado dobijo producent oz. producenti filma z največ glasovi članov akademije, ki lahko tudi predlagajo nominirance. Podelijo ga je ob koncu prireditve in velja za najprestižnejšega oskarja. Največkrat sta nagrado osvojila Sam Spiegel in Saul Zaentz, po trikrat, Steven Spielberg pa ima največ nominacij, trinajst.

## Zmagovalci in nominiranci

### 1920.
| Leto                                     | Film                   | Studio |
| ---------------------------------------- | ---------------------- | ------ |
| 1927/28 (1.)                             |                        |        |
| Wings                                    | Paramount Famous Lasky |        |
| The Racket                               | The Caddo Company      |        |
| Sedma nebesa (7th Heaven)                | Fox                    |        |
| 1928/29 (2.)                             |                        |        |
| Melodija Broadwaya (The Broadway Melody) | Metro-Goldwyn-Mayer    |        |
| Alibi                                    | Feature Productions    |        |
| Hollywood Revue                          | Metro-Goldwyn-Mayer    |        |
| In Old Arizona                           | Fox                    |        |
| Patriot (The Patriot)                    | Paramount Famous Lasky |        |

### 1930.
| Leto                                                               | Film                                 | Studio |
| ------------------------------------------------------------------ | ------------------------------------ | ------ |
| 1929/30 (3.)                                                       |                                      |        |
| Na zahodu nič novega (All Quiet on the Western Front)              | Universal                            |        |
| The Big House                                                      | Cosmopolitan                         |        |
| Disraeli                                                           | Warner Bros.                         |        |
| The Divorcee                                                       | Metro-Goldwyn-Mayer                  |        |
| The Love Parade                                                    | Paramount Famous Lasky               |        |
| 1930/31 (4.)                                                       |                                      |        |
| Cimarron                                                           | RKO Radio                            |        |
| East Lynne                                                         | Fox                                  |        |
| The Front Page                                                     | The Caddo Company                    |        |
| Skippy                                                             | Paramount Publix                     |        |
| Trader Horn                                                        | Metro-Goldwyn-Mayer                  |        |
| 1931/32 (5.)                                                       |                                      |        |
| Grand Hotel                                                        | Metro-Goldwyn-Mayer                  |        |
| Arrowsmith                                                         | Samuel Goldwyn Productions           |        |
| Bad Girl                                                           | Fox                                  |        |
| The Champ                                                          | Metro-Goldwyn-Mayer                  |        |
| Five Star Final                                                    | First National                       |        |
| One Hour with You                                                  | Paramount Publix                     |        |
| Šanghaj-ekspres (Shanghai Express)                                 | Paramount Publix                     |        |
| Valčkov čar (The Smiling Lieutenant)                               | Paramount Publix                     |        |
| 1932/33 (6.)                                                       |                                      |        |
| Cavalcade                                                          | Fox                                  |        |
| 42nd Street                                                        | Warner Bros.                         |        |
| Zbogom, orožje (A Farewell to Arms)                                | Paramount                            |        |
| Jaz sem begunec iz Chain Ganga (I Am a Fugitive from a Chain Gang) | Warner Bros.                         |        |
| Lady za en dan (Lady for a Day)                                    | Columbia                             |        |
| Čas deklištva (Little Women)                                       | RKO Radio                            |        |
| The Private Life of Henry VIII                                     | London Films                         |        |
| She Done Him Wrong                                                 | Paramount                            |        |
| Smilin' Through                                                    | Metro-Goldwyn-Mayer                  |        |
| State Fair                                                         | Fox                                  |        |
| 1934 (7.)                                                          |                                      |        |
| Zgodilo se je neke noči (It Happened One Night)                    | Columbia                             |        |
| The Barretts of Wimpole Street                                     | Metro-Goldwyn-Mayer                  |        |
| Kleopatra (Cleopatra)                                              | Paramount                            |        |
| Flirtation Walk                                                    | First National                       |        |
| The Gay Divorcee                                                   | RKO Radio                            |        |
| Here Comes the Navy                                                | Warner Bros.                         |        |
| The House of Rothschild                                            | 20th Century                         |        |
| Imitacija življenja (Imitation of Life)                            | Universal                            |        |
| Noč ljubezni (One Night of Love)                                   | Columbia                             |        |
| The Thin Man                                                       | Metro-Goldwyn-Mayer                  |        |
| Viva Villa!                                                        | Metro-Goldwyn-Mayer                  |        |
| The White Parade                                                   | Jesse L. Lasky (produkcijska družba) |        |
| 1935 (8.)                                                          |                                      |        |
| Upor na ladji Bounty (Mutiny on the Bounty)                        | Metro-Goldwyn-Mayer                  |        |
| Alice Adams                                                        | RKO Radio                            |        |
| Broadway Melody of 1936                                            | Metro-Goldwyn-Mayer                  |        |
| Kapitan Blood (Captain Blood)                                      | Cosmopolitan                         |        |
| David Copperfield                                                  | Metro-Goldwyn-Mayer                  |        |
| Ovaduh (The Informer)                                              | RKO Radio                            |        |
| The Lives of a Bengal Lancer                                       | Paramount                            |        |
| Sen kresne noči (A Midsummer Night's Dream)                        | Warner Bros.                         |        |
| Les Misérables                                                     | 20th Century                         |        |
| Naughty Marietta                                                   | Metro-Goldwyn-Mayer                  |        |
| Ruggles of Red Gap                                                 | Paramount                            |        |
| Top Hat                                                            | RKO Radio                            |        |
| 1936 (9.)                                                          |                                      |        |
| Veliki Ziegfeld (The Great Ziegfeld)                               | Metro-Goldwyn-Mayer                  |        |
| Anthony Adverse                                                    | Warner Bros.                         |        |
| Dodsworth                                                          | Samuel Goldwyn Productions           |        |
| Lahkoživka (Libeled Lady)                                          | Metro-Goldwyn-Mayer                  |        |
| Mr. Deeds Goes to Town                                             | Columbia                             |        |
| Romeo in Julija (Romeo and Juliet)                                 | Metro-Goldwyn-Mayer                  |        |
| San Francisco                                                      | Metro-Goldwyn-Mayer                  |        |
| The Story of Louis Pasteur                                         | Cosmopolitan                         |        |
| A Tale of Two Cities                                               | Metro-Goldwyn-Mayer                  |        |
| Tri zlate deklice (Three Smart Girls)                              | Universal                            |        |
| 1937 (10.)                                                         |                                      |        |
| Vest človeštva (The Life of Emile Zola)                            | Warner Bros.                         |        |
| Strašna resnica (The Awful Truth)                                  | Columbia                             |        |
| Pogumni kapitani (Captains Courageous)                             | Metro-Goldwyn-Mayer                  |        |
| Ne vedo kaj delajo (Dead End)                                      | Samuel Goldwyn Productions           |        |
| Krik Vzhoda (The Good Earth)                                       | Metro-Goldwyn-Mayer                  |        |
| In Old Chicago                                                     | 20th Century-Fox                     |        |
| Izgubljeno obzorje (Lost Horizon)                                  | Columbia                             |        |
| One Hundred Men and a Girl                                         | Universal                            |        |
| Stage Door                                                         | RKO Radio                            |        |
| Zvezda je rojena (A Star Is Born)                                  | Selznick International Pictures      |        |
| 1938 (11.)                                                         |                                      |        |
| Ničesar ne moreš vzeti s seboj (You Can't Take It with You)        | Columbia                             |        |
| Pustolovščine Robina Hooda (The Adventures of Robin Hood)          | Warner Bros.-First National          |        |
| Fantom trubadur (Alexander's Ragtime Band)                         | 20th Century-Fox                     |        |
| Boys Town                                                          | Metro-Goldwyn-Mayer                  |        |
| The Citadel                                                        | Metro-Goldwyn-Mayer                  |        |
| Four Daughters                                                     | Warner Bros.-First National          |        |
| Velika iluzija (Grand Illusion)                                    | Realization D'Art Cinematographique  |        |
| Jezebel                                                            | Warner Bros.                         |        |
| Pygmalion                                                          | Metro-Goldwyn-Mayer                  |        |
| Vragi neba (Test Pilot)                                            | Metro-Goldwyn-Mayer                  |        |
| 1939 (12.)                                                         |                                      |        |
| V vrtincu (Gone with the Wind)                                     | Selznick International Pictures      |        |
| Dark Victory                                                       | Warner Bros.-First National          |        |
| Zbogom, gospod Chips (Goodbye, Mr. Chips)                          | Metro-Goldwyn-Mayer                  |        |
| Ljubezenska afera (Love Affair)                                    | RKO Radio                            |        |
| Mr. Smith v senatu (Mr. Smith Goes to Washington)                  | Columbia                             |        |
| Ninočka (Ninotchka)                                                | Metro-Goldwyn-Mayer                  |        |
| Ljudje in miši (Of Mice and Men)                                   | Hal Roach (produkcijska družba)      |        |
| Poštna kočija (Stagecoach)                                         | Walter Wanger (produkcijska družba)  |        |
| Čarovnik iz Oza (The Wizard of Oz)                                 | Metro-Goldwyn-Mayer                  |        |
| Viharni vrh (Wuthering Heights)                                    | Samuel Goldwyn Productions           |        |

### 1940.
| Leto                                                          | Film                                | Studio |
| ------------------------------------------------------------- | ----------------------------------- | ------ |
| 1940 (13.)                                                    |                                     |        |
| Rebeka                                                        | Selznick International Pictures     |        |
| In na koncu sreča (All This, and Heaven Too)                  | Warner Bros.                        |        |
| Dopisnik iz tujine (Foreign Correspondent)                    | Walter Wanger (produkcijska družba) |        |
| Sadovi jeze (The Grapes of Wrath)                             | 20th Century-Fox                    |        |
| Veliki diktator (The Great Dictator)                          | Charles Chaplin Productions         |        |
| Kitty Foyle                                                   | RKO Radio                           |        |
| Pismo (The Letter)                                            | Warner Bros.                        |        |
| Dolga pot domov (The Long Voyage Home)                        | Argosy-Wanger                       |        |
| Our Town                                                      | Sol Lesser (produkcijska družba)    |        |
| Zgodba iz Philadelphije (The Philadelphia Story)              | Metro-Goldwyn-Mayer                 |        |
| 1941 (14.)                                                    |                                     |        |
| Kako zelena je bila moja dolina (How Green Was My Valley)     | 20th Century-Fox                    |        |
| Blossoms in the Dust                                          | Metro-Goldwyn-Mayer                 |        |
| Državljan Kane (Citizen Kane)                                 | Mercury                             |        |
| Prihaja gospod Jordan (Here Comes Mr. Jordan)                 | Columbia                            |        |
| Hold Back the Dawn                                            | Paramount                           |        |
| The Little Foxes                                              | Samuel Goldwyn Productions          |        |
| Malteški sokol (The Maltese Falcon)                           | Warner Bros.                        |        |
| One Foot in Heaven                                            | Warner Bros.                        |        |
| Narednik York (Sergeant York)                                 | Warner Bros.                        |        |
| Sum (Suspicion)                                               | RKO Radio                           |        |
| 1942 (15.)                                                    |                                     |        |
| Gospa Miniver (Mrs. Miniver)                                  | Metro-Goldwyn-Mayer                 |        |
| 49. vzporednik (49th Parallel, The Invaders)                  | Ortus                               |        |
| Kraljeva vrsta (Kings Row)                                    | Warner Bros.                        |        |
| Veličastni Ambersonovi (The Magnificent Ambersons)            | Mercury                             |        |
| The Pied Piper                                                | 20th Century-Fox                    |        |
| The Pride of the Yankees                                      | Samuel Goldwyn Productions          |        |
| Random Harvest                                                | Metro-Goldwyn-Mayer                 |        |
| The Talk of the Town                                          | Columbia                            |        |
| Wake Island                                                   | Paramount                           |        |
| Yankee Doodle Dandy                                           | Warner Bros.                        |        |
| 1943 (16.)                                                    |                                     |        |
| Casablanca                                                    | Warner Bros.                        |        |
| Komu zvoni (For Whom the Bell Tolls)                          | Paramount                           |        |
| Nebo lahko počaka (Heaven Can Wait)                           | 20th Century-Fox                    |        |
| Človeška komedija (The Human Comedy)                          | Metro-Goldwyn-Mayer                 |        |
| Tisti, ki služijo na morju (In Which We Serve)                | Two Cities Films                    |        |
| Madame Curie                                                  | Metro-Goldwyn-Mayer                 |        |
| The More the Merrier                                          | Columbia                            |        |
| Zanka za nedolžnega (The Ox-Bow Incident)                     | 20th Century-Fox                    |        |
| The Song of Bernadette                                        | 20th Century-Fox                    |        |
| Watch on the Rhine                                            | Warner Bros.                        |        |
| 1944 (17.)                                                    |                                     |        |
| Hodi za menoj! (Going My Way)                                 | Paramount                           |        |
| Dvojno zavarovanje (Double Indemnity)                         | Paramount                           |        |
| Plinska svetilka (Gaslight)                                   | Metro-Goldwyn-Mayer                 |        |
| Since You Went Away                                           | Selznick International Pictures     |        |
| Wilson                                                        | 20th Century-Fox                    |        |
| 1945 (18.)                                                    |                                     |        |
| Pokvarjeni izlet (The Lost Weekend)                           | Paramount                           |        |
| Anchors Aweigh                                                | Metro-Goldwyn-Mayer                 |        |
| Marijini zvonovi (The Bells of St. Mary's)                    | Rainbow Productions                 |        |
| Mildred Pierce                                                | Warner Bros.                        |        |
| Uročen (Spellbound)                                           | Selznick International Pictures     |        |
| 1946 (19.)                                                    |                                     |        |
| Najboljša leta našega življenja (The Best Years of Our Lives) | Samuel Goldwyn Productions          |        |
| Henrik V. (Henry V)                                           | Two Cities Films                    |        |
| Čudovito življenje (It's a Wonderful Life)                    | Liberty Films                       |        |
| The Razor's Edge                                              | 20th Century-Fox                    |        |
| The Yearling                                                  | Metro-Goldwyn-Mayer                 |        |
| 1947 (20.)                                                    |                                     |        |
| Gentleman's Agreement                                         | 20th Century-Fox                    |        |
| Škofova žena (The Bishop's Wife)                              | Samuel Goldwyn Productions          |        |
| Navzkrižni ogenj (Crossfire)                                  | RKO Radio                           |        |
| Veliko pričakovanje (Great Expectations)                      | J. Arthur Rank-Cineguild            |        |
| Čudež na 34. ulici (Miracle on 34th Street)                   | 20th Century-Fox                    |        |
| 1948 (21.)                                                    |                                     |        |
| Hamlet                                                        | J. Arthur Rank-Two Cities Films     |        |
| Johnny Belinda                                                | Warner Bros.                        |        |
| Rdeči čeveljci (The Red Shoes)                                | J. Arthur Rank-Archers              |        |
| Kačje brezno (The Snake Pit)                                  | 20th Century-Fox                    |        |
| Zaklad Sierra Madre (The Treasure of the Sierra Madre)        | Warner Bros.                        |        |
| 1949 (22.)                                                    |                                     |        |
| Vsi kraljevi možje (All the King's Men)                       | Robert Rossen Productions           |        |
| Bojišče (Battleground)                                        | Metro-Goldwyn-Mayer                 |        |
| Dedinja (The Heiress)                                         | Paramount                           |        |
| A Letter to Three Wives                                       | 20th Century-Fox                    |        |
| Eskadra vzleti ob dvanajstih (Twelve O'Clock High)            | 20th Century-Fox                    |        |

### 1950.
| Leto                                                           | Film                             | Studio/Producent(a/i) |
| -------------------------------------------------------------- | -------------------------------- | --------------------- |
| 1950 (23.)                                                     |                                  |                       |
| Vse o Evi (All About Eve)                                      | 20th Century-Fox                 |                       |
| Rojena včeraj (Born Yesterday)                                 | Columbia                         |                       |
| Nevestin oče (Father of the Bride)                             | Metro-Goldwyn-Mayer              |                       |
| Rudniki kralja Salomona (King Solomon's Mines)                 | Metro-Goldwyn-Mayer              |                       |
| Bulvar somraka (Sunset Boulevard)                              | Paramount                        |                       |
| 1951 (24.)                                                     |                                  |                       |
| Amerikanec v Parizu (An American in Paris)                     | Arthur Freed                     |                       |
| Decision Before Dawn                                           | Anatole Litvak in Frank McCarthy |                       |
| Mesto pod soncem (A Place in the Sun)                          | George Stevens                   |                       |
| Quo Vadis                                                      | Sam Zimbalist                    |                       |
| Tramvaj Poželenje (A Streetcar Named Desire)                   | Charles K. Feldman               |                       |
| 1952 (25.)                                                     |                                  |                       |
| Največja predstava na svetu (The Greatest Show on Earth)       | Cecil B. DeMille                 |                       |
| Točno opoldne (High Noon)                                      | Stanley Kramer                   |                       |
| Ivanhoe                                                        | Pandro S. Berman                 |                       |
| Moulin Rouge                                                   | John Huston, John in James Woolf |                       |
| Tihi mož (The Quiet Man)                                       | John Ford in Merian C. Cooper    |                       |
| 1953 (26.)                                                     |                                  |                       |
| Od tod do večnosti (From Here to Eternity)                     | Buddy Adler                      |                       |
| Julij Cezar (Julius Caesar)                                    | John Houseman                    |                       |
| Ogrinjalo (The Robe)                                           | Frank Ross                       |                       |
| Rimske počitnice (Roman Holiday)                               | William Wyler                    |                       |
| Shane                                                          | George Stevens                   |                       |
| 1954 (27.)                                                     |                                  |                       |
| Na pristaniški obali (On the Waterfront)                       | Sam Spiegel                      |                       |
| Upor na ladji Caine (The Caine Mutiny)                         | Stanley Kramer                   |                       |
| Podeželanka (The Country Girl)                                 | William Perlberg                 |                       |
| Sedem nevest za sedem bratov (Seven Brides for Seven Brothers) | Jack Cummings                    |                       |
| Three Coins in the Fountain                                    | Sol C. Siegel                    |                       |
| 1955 (28.)                                                     |                                  |                       |
| Marty                                                          | Harold Hecht                     |                       |
| Love Is a Many-Splendored Thing                                | Buddy Adler                      |                       |
| Mister Roberts                                                 | Leland Hayward                   |                       |
| Picnic                                                         | Fred Kohlmar                     |                       |
| The Rose Tattoo                                                | Hal B. Wallis                    |                       |
| 1956 (29.)                                                     |                                  |                       |
| V 80 dneh okoli sveta (Around the World in 80 Days)            | Michael Todd                     |                       |
| Prijateljsko prepričevanje (Friendly Persuasion)               | William Wyler                    |                       |
| Velikan (Giant)                                                | George Stevens in Henry Ginsberg |                       |
| Kralj in jaz (The King in I)                                   | Charles Brackett                 |                       |
| Deset zapovedi (The Ten Commandments)                          | Cecil B. DeMille                 |                       |
| 1957 (30.)                                                     |                                  |                       |
| Most na reki Kwai (The Bridge on the River Kwai)               | Sam Spiegel                      |                       |
| 12 jeznih mož (12 Angry Men)                                   | Henry Fonda in Reginald Rose     |                       |
| Mestece Peyton (Peyton Place)                                  | Jerry Wald                       |                       |
| Sayonara                                                       | William Goetz                    |                       |
| Tožilčeva priča (Witness for the Prosecution)                  | Arthur Hornblow Jr.              |                       |
| 1958 (31.)                                                     |                                  |                       |
| Gigi                                                           | Arthur Freed                     |                       |
| Auntie Mame                                                    | Jack L. Warner                   |                       |
| Mačka na vroči pločevinasti strehi (Cat on a Hot Tin Roof)     | Lawrence Weingarten              |                       |
| Beg v verigah (The Defiant Ones)                               | Stanley Kramer                   |                       |
| Separate Tables                                                | Harold Hecht                     |                       |
| 1959 (32.)                                                     |                                  |                       |
| Ben-Hur                                                        | Sam Zimbalist                    |                       |
| Anatomija umora (Anatomy of a Murder)                          | Otto Preminger                   |                       |
| Dnevnik Ane Frank (The Diary of Anne Frank)                    | George Stevens                   |                       |
| Nuna (The Nun's Story)                                         | Henry Blanke                     |                       |
| Room at the Top                                                | John im James Woolf              |                       |

### 1960.
| Leto                                                                                  | Film                                     | Producent(a/i) |
| ------------------------------------------------------------------------------------- | ---------------------------------------- | -------------- |
| 1960 (33.)                                                                            |                                          |                |
| Apartma (The Apartment)                                                               | Billy Wilder                             |                |
| Alamo (The Alamo)                                                                     | John Wayne                               |                |
| Elmer Gantry                                                                          | Bernard Smith                            |                |
| Sinovi in ljubimci (Sons and Lovers)                                                  | Jerry Wald                               |                |
| The Sundowners                                                                        | Fred Zinnemann                           |                |
| 1961 (34.)                                                                            |                                          |                |
| Zgodba z zahodne strani (West Side Story)                                             | Robert Wise                              |                |
| Fanny                                                                                 | Joshua Logan                             |                |
| Navaronska topova (The Guns of Navarone)                                              | Carl Foreman                             |                |
| Igralec biljarda (The Hustler)                                                        | Robert Rossen                            |                |
| Sojenje v Nürnbergu (Judgment at Nuremberg)                                           | Stanley Kramer                           |                |
| 1962 (35.)                                                                            |                                          |                |
| Lawrence Arabski (Lawrence of Arabia)                                                 | Sam Spiegel                              |                |
| Najdaljši dan (The Longest Day)                                                       | Darryl F. Zanuck                         |                |
| The Music Man                                                                         | Morton DaCosta                           |                |
| Upor na ladji Bounty (Mutiny on the Bounty)                                           | Aaron Rosenberg                          |                |
| Ubiti ptico oponašalko (To Kill a Mockingbird)                                        | Alan J. Pakula                           |                |
| 1963 (36.)                                                                            |                                          |                |
| Tom Jones                                                                             | Tony Richardson                          |                |
| Amerika, Amerika (America America)                                                    | Elia Kazan                               |                |
| Kleopatra (Cleopatra)                                                                 | Walter Wanger                            |                |
| Kako je bil osvojen divji zahod (How the West Was Won)                                | Bernard Smith                            |                |
| Lilije na polju (Lilies of the Field)                                                 | Ralph Nelson                             |                |
| 1964 (37.)                                                                            |                                          |                |
| Moja draga dama (My Fair Lady)                                                        | Jack L. Warner                           |                |
| Becket                                                                                | Hal B. Wallis                            |                |
| Dr. Strangelove (Dr. Strangelove or: How I Learned to Stop Worrying in Love the Bomb) | Stanley Kubrick                          |                |
| Mary Poppins                                                                          | Walt Disney in Bill Walsh                |                |
| Grk Zorba                                                                             | Michael Cacoyannis                       |                |
| 1965 (38.)                                                                            |                                          |                |
| Moje pesmi, moje sanje (The Sound of Music)                                           | Robert Wise                              |                |
| Darling                                                                               | Joseph Janni                             |                |
| Doktor Živago (Doctor Zhivago)                                                        | Carlo Ponti                              |                |
| Ladja norcev (Ship of Fools)                                                          | Stanley Kramer                           |                |
| Tisoč klovnov (A Thousand Clowns)                                                     | Fred Coe                                 |                |
| 1966 (39.)                                                                            |                                          |                |
| Mož za vse čase (A Man for All Seasons)                                               | Fred Zinnemann                           |                |
| Alfie                                                                                 | Lewis Gilbert                            |                |
| Rusi prihajajo! - Rusi prihajajo! (The Russians Are Coming, the Russians Are Coming)  | Norman Jewison                           |                |
| Topnjača (The Sand Pebbles)                                                           | Robert Wise                              |                |
| Kdo se boji Virginie Woolf? (Who's Afraid of Virginia Woolf?)                         | Ernest Lehman                            |                |
| 1967 (40.)                                                                            |                                          |                |
| V vročini noči (In the Heat of the Night)                                             | Walter Mirisch                           |                |
| Bonnie in Clyde                                                                       | Warren Beatty                            |                |
| Doktor Dolittle (Doctor Dolittle)                                                     | Arthur P. Jacobs                         |                |
| Diplomiranec (The Graduate)                                                           | Lawrence Turman                          |                |
| Ugani, kdo pride na večerjo (Guess Who's Coming to Dinner)                            | Stanley Kramer                           |                |
| 1968 (41.)                                                                            |                                          |                |
| Oliver!                                                                               | John Woolf                               |                |
| Smešno dekle (Funny Girl)                                                             | Ray Stark                                |                |
| Lev v zimi (The Lion in Winter)                                                       | Martin Poll                              |                |
| Rachel, Rachel                                                                        | Paul Newman                              |                |
| Romeo in Julija (Romeo and Juliet)                                                    | Anthony Havelock-Allan in John Brabourne |                |
| 1969 (42.)                                                                            |                                          |                |
| Polnočni kavboj (Midnight Cowboy)                                                     | Jerome Hellman                           |                |
| Anninih tisoč dni (Anne of the Thousand Days)                                         | Hal B. Wallis                            |                |
| Butch Cassidy in Sundance Kid (Butch Cassidy in the Sundance Kid)                     | John Foreman                             |                |
| Hello, Dolly!                                                                         | Ernest Lehman                            |                |
| Z                                                                                     | Jacques Perrin in Ahmed Rachedi          |                |

### 1970.
| Leto                                                         | Film                                                                | Producent(a/i) |
| ------------------------------------------------------------ | ------------------------------------------------------------------- | -------------- |
| 1970 (43.)                                                   |                                                                     |                |
| Patton                                                       | Frank McCarthy                                                      |                |
| Letališče (Airport)                                          | Ross Hunter                                                         |                |
| Pet lahkih komadov (Five Easy Pieces)                        | Bob Rafelson in Richard Wechsler                                    |                |
| Ljubezenska zgodba (Love Story)                              | Howard G. Minsky                                                    |                |
| M.A.S.H. (MASH)                                              | Ingo Preminger                                                      |                |
| 1971 (44.)                                                   |                                                                     |                |
| Francoska zveza (The French Connection)                      | Philip D'Antoni                                                     |                |
| Peklenska pomaranča (A Clockwork Orange)                     | Stanley Kubrick                                                     |                |
| Goslač na strehi (Fiddler on the Roof)                       | Norman Jewison                                                      |                |
| Zadnja predstava (The Last Picture Show)                     | Stephen J. Friedman                                                 |                |
| Nikolaj in Aleksandra (Nicholas in Alexandra)                | Sam Spiegel                                                         |                |
| 1972 (45.)                                                   |                                                                     |                |
| Boter (The Godfather)                                        | Albert S. Ruddy                                                     |                |
| Kabaret (Cabaret)                                            | Cy Feuer                                                            |                |
| Odrešitev (Deliverance)                                      | John Boorman                                                        |                |
| Emigranti (Utvandrarna, The Emigrants)                       | Bengt Forslund                                                      |                |
| Sounder                                                      | Robert B. Radnitz                                                   |                |
| 1973 (46.)                                                   |                                                                     |                |
| Želo (The Sting)                                             | Tony Bill, Michael Phillips in Julia Phillips                       |                |
| Ameriški grafiti (American Graffiti)                         | Francis Ford Coppola in Gary Kurtz                                  |                |
| Kriki in šepetanja (Viskningar och rop, Cries in Whispers)   | Ingmar Bergman                                                      |                |
| Izganjalec hudiča (The Exorcist)                             | William Peter Blatty                                                |                |
| A Touch of Class                                             | Melvin Frank                                                        |                |
| 1974 (47.)                                                   |                                                                     |                |
| Boter 2 (The Godfather Part II)                              | Francis Ford Coppola, Gray Frederickson in Fred Roos                |                |
| Kitajska četrt (Chinatown)                                   | Robert Evans                                                        |                |
| Prisluškovanje (The Conversation)                            | Francis Ford Coppola                                                |                |
| Lenny                                                        | Marvin Worth                                                        |                |
| Peklenski stolp (The Towering Inferno)                       | Irwin Allen                                                         |                |
| 1975 (48.)                                                   |                                                                     |                |
| Let nad kukavičjim gnezdom (One Flew Over the Cuckoo's Nest) | Michael Douglas in Saul Zaentz                                      |                |
| Barry Lyndon                                                 | Stanley Kubrick                                                     |                |
| Pasje popoldne (Dog Day Afternoon)                           | Martin Bregman in Martin Elfand                                     |                |
| Žrelo (Jaws)                                                 | Richard D. Zanuck in David Brown                                    |                |
| Nashville                                                    | Robert Altman                                                       |                |
| 1976 (49.)                                                   |                                                                     |                |
| Rocky                                                        | Irwin Winkler in Robert Chartoff                                    |                |
| Vsi predsednikovi možje (All the President's Men)            | Walter Coblenz                                                      |                |
| Zapisan slavi (Bound for Glory)                              | Robert F. Blumofe in Harold Leventhal                               |                |
| Televizijska mreža (Network)                                 | Howard Gottfried                                                    |                |
| Taksist (Taxi Driver)                                        | Michael Phillips in Julia Phillips                                  |                |
| 1977 (50.)                                                   |                                                                     |                |
| Annie Hall                                                   | Charles H. Joffe                                                    |                |
| Dekle za slovo (The Goodbye Girl)                            | Ray Stark                                                           |                |
| Julija (Julia)                                               | Richard Roth                                                        |                |
| Vojna zvezd: Epizoda IV - Novo upanje (Star Wars)            | Gary Kurtz                                                          |                |
| Preobrat (The Turning Point)                                 | Herbert Ross in Arthur Laurents                                     |                |
| 1978 (51.)                                                   |                                                                     |                |
| Lovec na jelene (The Deer Hunter)                            | Barry Spikings, Michael Deeley, Michael Cimino in John Peverall     |                |
| Vojakova vrnitev (Coming Home)                               | Jerome Hellman                                                      |                |
| Nebesa lahko počakajo (Heaven Can Wait)                      | Warren Beatty                                                       |                |
| Polnočni ekspres (Midnight Express)                          | Alan Marshall in David Puttnam                                      |                |
| Svobodna ženska (An Unmarried Woman)                         | Paul Mazursky in Tony Ray                                           |                |
| 1979 (52.)                                                   |                                                                     |                |
| Kramer proti Kramerju (Kramer vs. Kramer)                    | Stanley R. Jaffe                                                    |                |
| Ves ta jazz (All That Jazz)                                  | Robert Alan Aurthur                                                 |                |
| Apokalipsa zdaj (Apocalypse Now)                             | Francis Ford Coppola, Fred Roos, Gray Frederickson in Tom Sternberg |                |
| Breaking Away                                                | Peter Yates                                                         |                |
| Norma Rae                                                    | Tamara Asseyev in Alex Rose                                         |                |

### 1980.
| Leto                                                                   | Film                                                               | Producent(a/i) |
| ---------------------------------------------------------------------- | ------------------------------------------------------------------ | -------------- |
| 1980 (53.)                                                             |                                                                    |                |
| Navadni ljudje (Ordinary People)                                       | Ronald L. Schwary                                                  |                |
| Rudarjeva hči (Coal Miner's Daughter)                                  | Bernard Schwartz                                                   |                |
| Človek slon (The Elephant Man)                                         | Jonathan Sanger                                                    |                |
| Pobesneli bik (Raging Bull)                                            | Irwin Winkler in Robert Chartoff                                   |                |
| Tess                                                                   | Claude Berri in Timothy Burrill                                    |                |
| 1981 (54.)                                                             |                                                                    |                |
| Ognjene kočije (Chariots of Fire)                                      | David Puttnam                                                      |                |
| Atlantic City                                                          | Denis Héroux                                                       |                |
| Na Zlatem ribniku (On Golden Pond)                                     | Bruce Gilbert                                                      |                |
| Indiana Jones in lov za izgubljenim zakladom (Raiders of the Lost Ark) | Frank Marshall                                                     |                |
| Rdeči (Reds)                                                           | Warren Beatty                                                      |                |
| 1982 (55.)                                                             |                                                                    |                |
| Gandi (Gandhi)                                                         | Richard Attenborough                                               |                |
| E. T. - Vesoljček (E.T. the Extra-Terrestrial)                         | Steven Spielberg in Kathleen Kennedy                               |                |
| Pogrešani (Missing)                                                    | Edward Lewis in Mildred Lewis                                      |                |
| Tootsie                                                                | Sydney Pollack in Dick Richards                                    |                |
| Obsodba (The Verdict)                                                  | Richard D. Zanuck in David Brown                                   |                |
| 1983 (56.)                                                             |                                                                    |                |
| Čas nežnosti (Terms of Endearment)                                     | James L. Brooks                                                    |                |
| Velika jeza (The Big Chill)                                            | Michael Shamberg                                                   |                |
| Garderober (The Dresser)                                               | Peter Yates                                                        |                |
| Pravi fantje (The Right Stuff)                                         | Irwin Winkler in Robert Chartoff                                   |                |
| Nežno usmiljenje (Tender Mercies)                                      | Philip S. Hobel                                                    |                |
| 1984 (57.)                                                             |                                                                    |                |
| Amadeus                                                                | Saul Zaentz                                                        |                |
| Polja smrti (The Killing Fields)                                       | David Puttnam                                                      |                |
| Potovanje v Indijo (A Passage to India)                                | John Brabourne in Richard B. Goodwin                               |                |
| Prostori v srcu (Places in the Heart)                                  | Arlene Donovan                                                     |                |
| Vojakova zgodba (A Soldier's Story)                                    | Norman Jewison, Ronald L. Schwary in Patrick Palmer                |                |
| 1985 (58.)                                                             |                                                                    |                |
| Moja Afrika (Out of Africa)                                            | Sydney Pollack                                                     |                |
| Barva škrlata (The Color Purple)                                       | Steven Spielberg, Kathleen Kennedy, Frank Marshall in Quincy Jones |                |
| Poljub žene pajka (Kiss of the Spider Woman)                           | David Weisman                                                      |                |
| Čast Prizzijevih (Prizzi's Honor)                                      | John Foreman                                                       |                |
| Priča (Witness)                                                        | Edward S. Feldman                                                  |                |
| 1986 (59.)                                                             |                                                                    |                |
| Vod smrti (Platoon)                                                    | Arnold Kopelson                                                    |                |
| Otroci manjšega boga (Children of a Lesser God)                        | Burt Sugarman in Patrick J. Palmer                                 |                |
| Hanna in njeni sestri (Hannah in Her Sisters)                          | Robert Greenhut                                                    |                |
| Misijon (The Mission)                                                  | Fernando Ghia in David Puttnam                                     |                |
| Soba z razgledom (A Room with a View)                                  | Ismail Merchant                                                    |                |
| 1987 (60.)                                                             |                                                                    |                |
| Zadnji kitajski cesar (The Last Emperor)                               | Jeremy Thomas                                                      |                |
| TV dnevnik (Broadcast News)                                            | James L. Brooks                                                    |                |
| Usodna privlačnost (Fatal Attraction)                                  | Stanley R. Jaffe in Sherry Lansing                                 |                |
| Upanje in slava (Hope in Glory)                                        | John Boorman                                                       |                |
| Mesečnica (Moonstruck)                                                 | Patrick J. Palmer in Norman Jewison                                |                |
| 1988 (61.)                                                             |                                                                    |                |
| Deževni človek (Rain Man)                                              | Mark Johnson                                                       |                |
| Naključni turist (The Accidental Tourist)                              | Lawrence Kasdan, Charles Okun in Michael Grillo                    |                |
| Nevarna razmerja (Dangerous Liaisons)                                  | Norma Heyman in Hank Moonjean                                      |                |
| Mississippi v plamenih (Mississippi Burning)                           | Frederick Zollo in Robert F. Colesberry                            |                |
| Delovno dekle (Working Girl)                                           | Douglas Wick                                                       |                |
| 1989 (62.)                                                             |                                                                    |                |
| Šofer gospodične Daisy (Driving Miss Daisy)                            | Richard D. Zanuck in Lili Fini Zanuck                              |                |
| Rojen 4. julija (Born on the Fourth of July)                           | A. Kitman Ho in Oliver Stone                                       |                |
| Društvo mrtvih pesnikov (Dead Poets Society)                           | Steven Haft, Paul Junger Witt in Tony Thomas                       |                |
| Polje sanj (Field of Dreams)                                           | Lawrence Gordon in Charles Gordon                                  |                |
| Moja leva noga (My Left Foot)                                          | Noel Pearson                                                       |                |

### 1990.
| Leto                                                   | Film                                                                          | Producent(a/i) |
| ------------------------------------------------------ | ----------------------------------------------------------------------------- | -------------- |
| 1990 (63.)                                             |                                                                               |                |
| Pleše z volkovi (Dances with Wolves)                   | Jim Wilson in Kevin Costner                                                   |                |
| Prebujenja (Awakenings)                                | Walter Parkes in Lawrence Lasker                                              |                |
| Duh (Ghost)                                            | Lisa Weinstein                                                                |                |
| Boter 3 (The Godfather Part III)                       | Francis Ford Coppola                                                          |                |
| Dobri fantje (Goodfellas)                              | Irwin Winkler                                                                 |                |
| 1991 (64.)                                             |                                                                               |                |
| Ko jagenjčki obmolknejo (The Silence of the Lambs)     | Edward Saxon, Kenneth Utt in Ron Bozman                                       |                |
| Lepotica in zver (Beauty in the Beast)                 | Don Hahn                                                                      |                |
| Bugsy                                                  | Mark Johnson, Barry Levinson in Warren Beatty                                 |                |
| JFK                                                    | A. Kitman Ho in Oliver Stone                                                  |                |
| Princ plime (The Prince of Tides)                      | Barbra Streisand in Andrew S. Karsch                                          |                |
| 1992 (65.)                                             |                                                                               |                |
| Neoproščeno (Unforgiven)                               | Clint Eastwood                                                                |                |
| Igre solz (The Crying Game)                            | Stephen Woolley                                                               |                |
| Zadnji dobri možje (A Few Good Men)                    | David Brown, Rob Reiner in Andrew Scheinman                                   |                |
| Howardov kot (Howards End)                             | Ismail Merchant                                                               |                |
| Vonj po ženski (Scent of a Woman)                      | Martin Brest                                                                  |                |
| 1993 (66.)                                             |                                                                               |                |
| Schindlerjev seznam (Schindler's List)                 | Steven Spielberg, Gerald R. Molen in Branko Lustig                            |                |
| Begunec (The Fugitive)                                 | Arnold Kopelson                                                               |                |
| V imenu očeta (In the Name of the Father)              | Jim Sheridan                                                                  |                |
| Klavir (The Piano)                                     | Jan Chapman                                                                   |                |
| Ostanki dneva (The Remains of the Day)                 | Mike Nichols, John Calley in Ismail Merchant                                  |                |
| 1994 (67.)                                             |                                                                               |                |
| Forrest Gump                                           | Wendy Finerman, Steve Tisch in Steve Starkey                                  |                |
| Štiri poroke in pogreb (Four Weddings in a Funeral)    | Duncan Kenworthy                                                              |                |
| Šund (Pulp Fiction)                                    | Lawrence Bender                                                               |                |
| Kviz (Quiz Show)                                       | Michael Jacobs, Julian Krainin, Michael Nozik in Robert Redford               |                |
| Kaznilnica odrešitve (The Shawshank Redemption)        | Niki Marvin                                                                   |                |
| 1995 (68.)                                             |                                                                               |                |
| Pogumno srce (Braveheart)                              | Mel Gibson, Alan Ladd Jr. in Bruce Davey                                      |                |
| Apollo 13                                              | Brian Grazer                                                                  |                |
| Babe                                                   | Bill Miller, George Miller in Doug Mitchell                                   |                |
| Poštar (Il Postino, The Postman)                       | Mario Cecchi Gori, Vittorio Cecchi Gori in Gaetano Daniele                    |                |
| Razsodnost in rahločutnost (Sense in Sensibility)      | Lindsay Doran                                                                 |                |
| 1996 (69.)                                             |                                                                               |                |
| Angleški pacient (The English Patient)                 | Saul Zaentz                                                                   |                |
| Fargo                                                  | Ethan Coen                                                                    |                |
| Jerry Maguire                                          | James L. Brooks, Laurence Mark, Richard Sakai in Cameron Crowe                |                |
| Skrivnosti in laži (Secrets & Lies)                    | Simon Channing-Williams                                                       |                |
| Sijaj (Shine)                                          | Jane Scott                                                                    |                |
| 1997 (70.)                                             |                                                                               |                |
| Titanik                                                | James Cameron in Jon Landau                                                   |                |
| Bolje ne bo nikoli (As Good as It Gets)                | James L. Brooks, Bridget Johnson in Kristi Zea                                |                |
| Do nazga (The Full Monty)                              | Uberto Pasolini                                                               |                |
| Dobri Will Hunting (Good Will Hunting)                 | Lawrence Bender                                                               |                |
| L.A. zaupno (L.A. Confidential)                        | Curtis Hanson, Arnon Milchan in Michael Nathanson                             |                |
| 1998 (71.)                                             |                                                                               |                |
| Zaljubljeni Shakespeare (Shakespeare in Love)          | David Parfitt, Donna Gigliotti, Harvey Weinstein, Edward Zwick in Marc Norman |                |
| Elizabeta (Elizabeth)                                  | Alison Owen, Eric Fellner in Tim Bevan                                        |                |
| Življenje je lepo (La vita è bella, Life Is Beautiful) | Elda Ferri in Gianluigi Braschi                                               |                |
| Reševanje vojaka Ryana (Saving Private Ryan)           | Steven Spielberg, Ian Bryce, Mark Gordon in Gary Levinsohn                    |                |
| Tanka rdeča črta (The Thin Red Line)                   | Robert Michael Geisler, John Roberdeau in Grant Hill                          |                |
| 1999 (72.)                                             |                                                                               |                |
| Lepota po ameriško (American Beauty)                   | Bruce Cohen in Dan Jinks                                                      |                |
| Hišni red (The Cider House Rules)                      | Richard N. Gladstein                                                          |                |
| Zelena milja (The Green Mile)                          | Frank Darabont in David Valdes                                                |                |
| Prebujena vest (The Insider)                           | Pieter Jan Brugge in Michael Mann                                             |                |
| Šesti čut (The Sixth Sense)                            | Frank Marshall, Kathleen Kennedy in Barry Mendel                              |                |

### 2000.
| Leto                                                                                       | Film                                                                 | Producent(a/i) |
| ------------------------------------------------------------------------------------------ | -------------------------------------------------------------------- | -------------- |
| 2000 (73.)                                                                                 |                                                                      |                |
| Gladiator                                                                                  | Douglas Wick, David Franzoni in Branko Lustig                        |                |
| Čokolada (Chocolat)                                                                        | David Brown, Kit Golden in Leslie Holleran                           |                |
| Prežeči tiger, skriti zmaj (Crouching Tiger, Hidden Dragon)                                | William Kong, Hsu Li-kong in Ang Lee                                 |                |
| Erin Brockovich                                                                            | Danny DeVito, Michael Shamberg in Stacey Sher                        |                |
| Preprodajalci (Traffic)                                                                    | Edward Zwick, Marshall Herskovitz in Laura Bickford                  |                |
| 2001 (74.)                                                                                 |                                                                      |                |
| Čudoviti um (A Beautiful Mind)                                                             | Brian Grazer in Ron Howard                                           |                |
| Gosford park (Gosford Park)                                                                | Robert Altman, Bob Balaban in David Levy                             |                |
| V pasti (In the Bedroom)                                                                   | Graham Leader, Ross Katz in Todd Field                               |                |
| Gospodar prstanov: Bratovščina prstana (The Lord of the Rings: The Fellowship of the Ring) | Peter Jackson, Fran Walsh in Barrie M. Osborne                       |                |
| Moulin Rouge!                                                                              | Martin Brown, Baz Luhrmann in Fred Baron                             |                |
| 2002 (75.)                                                                                 |                                                                      |                |
| Chicago                                                                                    | Martin Richards                                                      |                |
| Tolpe New Yorka (Gangs of New York)                                                        | Alberto Grimaldi in Harvey Weinstein                                 |                |
| Ure do večnosti (The Hours)                                                                | Scott Rudin in Robert Fox                                            |                |
| Gospodar prstanov: Stolpa                                                                  | Barrie M. Osborne, Fran Walsh in Peter Jackson                       |                |
| Pianist (The Pianist)                                                                      | Roman Polanski, Robert Benmussa in Alain Sarde                       |                |
| 2003 (76.)                                                                                 |                                                                      |                |
| Gospodar prstanov: Kraljeva vrnitev (The Lord of the Rings: The Return of the King)        | Barrie M. Osborne, Peter Jackson in Fran Walsh                       |                |
| Zgubljeno s prevodom (Lost in Translation)                                                 | Ross Katz in Sofia Coppola                                           |                |
| Gospodar in bojevnik (Master in Commander: The Far Side of the World)                      | Samuel Goldwyn Jr., Peter Weir in Duncan Henderson                   |                |
| Skrivnostna reka (Mystic River)                                                            | Robert Lorenz, Judie G. Hoyt in Clint Eastwood                       |                |
| Seabiscuit                                                                                 | Kathleen Kennedy, Frank Marshall in Gary Ross                        |                |
| 2004 (77.)                                                                                 |                                                                      |                |
| Punčka za milijon dolarjev (Million Dollar Baby)                                           | Clint Eastwood, Albert S. Ruddy in Tom Rosenberg                     |                |
| Letalec (The Aviator)                                                                      | Michael Mann in Graham King                                          |                |
| V iskanju dežele Nije (Finding Neverland)                                                  | Richard N. Gladstein in Nellie Bellflower                            |                |
| Ray                                                                                        | Taylor Hackford, Stuart Benjamin in Howard Baldwin                   |                |
| Stranpota (Sideways)                                                                       | Michael London                                                       |                |
| 2005 (78.)                                                                                 |                                                                      |                |
| Usodna nesreča (Crash)                                                                     | Paul Haggis in Cathy Schulman                                        |                |
| Gora Brokeback (Brokeback Mountain)                                                        | Diana Ossana in James Schamus                                        |                |
| Capote                                                                                     | Caroline Baron, William Vince in Michael Ohoven                      |                |
| Lahko noč in srečno (Good Night in Good Luck)                                              | Grant Heslov                                                         |                |
| München (Munich)                                                                           | Steven Spielberg, Kathleen Kennedy in Barry Mendel                   |                |
| 2006 (79.)                                                                                 |                                                                      |                |
| Dvojna igra (The Departed)                                                                 | Graham King                                                          |                |
| Babilon (Babel)                                                                            | Alejandro González Iñárritu, Steve Golin in Jon Kilik                |                |
| Pisma z Iwo Jime (Letters from Iwo Jima)                                                   | Clint Eastwood, Steven Spielberg in Robert Lorenz                    |                |
| Naša mala mis (Little Miss Sunshine)                                                       | David T. Friendly, Peter Saraf in Marc Turtletaub                    |                |
| Kraljica (The Queen)                                                                       | Andy Harries, Christine Langan in Tracey Seaward                     |                |
| 2007 (80.)                                                                                 |                                                                      |                |
| Ni prostora za starce (No Country for Old Men)                                             | Scott Rudin, Joel Coen in Ethan Coen                                 |                |
| Pokora (Atonement)                                                                         | Tim Bevan, Eric Fellner in Paul Webster                              |                |
| Juno                                                                                       | Lianne Halfon, Mason Novick in Russell Smith                         |                |
| Michael Clayton                                                                            | Jennifer Fox, Kerry Orent in Sydney Pollack                          |                |
| Tekla bo kri (There Will Be Blood)                                                         | Paul Thomas Anderson, Daniel Lupi in JoAnne Sellar                   |                |
| 2008 (81.)                                                                                 |                                                                      |                |
| Revni milijonar (Slumdog Millionaire)                                                      | Christian Colson                                                     |                |
| Nenavaden primer Benjamina Buttona (The Curious Case of Benjamin Button)                   | Kathleen Kennedy, Frank Marshall in Ceán Chaffin                     |                |
| Frost/Nixon                                                                                | Ron Howard, Brian Grazer in Eric Fellner                             |                |
| Milk                                                                                       | Bruce Cohen in Dan Jinks                                             |                |
| Bralec (The Reader)                                                                        | Anthony Minghella, Sydney Pollack, Donna Gigliotti in Redmond Morris |                |
| 2009 (82.)                                                                                 |                                                                      |                |
| Bombna misija (The Hurt Locker)                                                            | Kathryn Bigelow, Mark Boal, Nicolas Chartier in Greg Shapiro         |                |
| Avatar                                                                                     | James Cameron in Jon Landau                                          |                |
| Zgodba o prvaku (The Blind Side)                                                           | Gil Netter, Andrew A. Kosove in Broderick Johnson                    |                |
| Okrožje 9 (District 9)                                                                     | Peter Jackson in Carolynne Cunningham                                |                |
| Šola za življenje (An Education)                                                           | Finola Dwyer in Amanda Posey                                         |                |
| Neslavne barabe (Inglourious Basterds)                                                     | Lawrence Bender                                                      |                |
| Življenje je dragoceno (Precious)                                                          | Lee Daniels, Sarah Siegel-Magness in Gary Magness                    |                |
| Zresni se (A Serious Man)                                                                  | Joel Coen in Ethan Coen                                              |                |
| V višave (Up)                                                                              | Jonas Rivera                                                         |                |
| V zraku (Up in the Air)                                                                    | Daniel Dubiecki, Ivan Reitman in Jason Reitman                       |                |

### 2010.
| Leto                                                                                          | Film                                                                               | Producent(a/i) |
| --------------------------------------------------------------------------------------------- | ---------------------------------------------------------------------------------- | -------------- |
| 2010 (83.)                                                                                    |                                                                                    |                |
| Kraljev govor (The King's Speech)                                                             | Iain Canning, Emile Sherman in Gareth Unwin                                        |                |
| 127 ur (127 Hours)                                                                            | Danny Boyle, John Smithson in Christian Colson                                     |                |
| Črni labod (Black Swan)                                                                       | Scott Franklin, Mike Medavoy in Brian Oliver                                       |                |
| Borec (The Fighter)                                                                           | David Hoberman, Todd Lieberman in Mark Wahlberg                                    |                |
| Izvor (Inception)                                                                             | Christopher Nolan in Emma Thomas                                                   |                |
| Otroci so super (The Kids Are All Right)                                                      | Gary Gilbert, Jeffrey Levy-Hinte in Celine Rattray                                 |                |
| The Social Network                                                                            | Dana Brunetti, Ceán Chaffin, Michael De Luca in Scott Rudin                        |                |
| Svet igrač 3 (Toy Story 3)                                                                    | Darla K. Anderson                                                                  |                |
| Pravi pogum (True Grit)                                                                       | Joel Coen, Ethan Coen in Scott Rudin                                               |                |
| Na sledi očetu (Winter's Bone)                                                                | Alix Madigan in Anne Rosellini                                                     |                |
| 2011 (84.)                                                                                    |                                                                                    |                |
| Umetnik (The Artist)                                                                          | Thomas Langmann                                                                    |                |
| Potomci (The Descendants)                                                                     | Jim Burke, Alexander Payne in Jim Taylor                                           |                |
| Ekstremno glasno in neverjetno blizu (Extremely Loud & Incredibly Close)                      | Scott Rudin                                                                        |                |
| Služkinje (The Help)                                                                          | Brunson Green, Chris Columbus in Michael Barnathan                                 |                |
| Hugo                                                                                          | Graham King in Martin Scorsese                                                     |                |
| Polnoč v Parizu (Midnight in Paris)                                                           | Letty Aronson in Stephen Tenenbaum                                                 |                |
| Zmagovalec (Moneyball)                                                                        | Michael De Luca, Rachael Horovitz in Brad Pitt                                     |                |
| Drevo življenja (The Tree of Life)                                                            | Sarah Green, Bill Pohlad, Dede Gardner in Grant Hill                               |                |
| Grivasti vojak (War Horse)                                                                    | Steven Spielberg in Kathleen Kennedy                                               |                |
| 2012 (85.)                                                                                    |                                                                                    |                |
| Misija Argo (Argo)                                                                            | Grant Heslov, Ben Affleck in George Clooney                                        |                |
| Ljubezen (Amour)                                                                              | Margaret Menegoz, Stefan Arndt, Veit Heiduschka in Michael Katz                    |                |
| Zveri južne divjine (Beasts of the Southern Wild)                                             | Dan Janvey, Josh Penn in Michael Gottwald                                          |                |
| Django brez okovov (Django Unchained)                                                         | Stacey Sher, Reginald Hudlin in Pilar Savone                                       |                |
| Nesrečniki (Les Misérables)                                                                   | Tim Bevan, Eric Fellner, Debra Hayward in Cameron Mackintosh                       |                |
| Pijevo življenje (Life of Pi')                                                                | Gil Netter, Ang Lee in David Womark                                                |                |
| Lincoln                                                                                       | Steven Spielberg in Kathleen Kennedy                                               |                |
| Za dežjem posije sonce (Silver Linings Playbook)                                              | Donna Gigliotti, Bruce Cohen in Jonathan Gordon                                    |                |
| 00:30 - Tajna operacija (Zero Dark Thirty)                                                    | Mark Boal, Kathryn Bigelow in Megan Ellison                                        |                |
| 2013 (86.)                                                                                    |                                                                                    |                |
| 12 let suženj (12 Years a Slave)                                                              | Brad Pitt, Dede Gardner, Jeremy Kleiner, Steve McQueen in Anthony Katagas          |                |
| Ameriške prevare (American Hustle)                                                            | Charles Roven, Richard Suckle, Megan Ellison in Jonathan Gordon                    |                |
| Kapitan Phillips (Captain Phillips)                                                           | Scott Rudin, Dana Brunetti in Michael De Luca                                      |                |
| Klub zdravja Dallas (Dallas Buyers Club)                                                      | Robbie Brenner in Rachel Winter                                                    |                |
| Gravitacija (Gravity)                                                                         | Alfonso Cuarón in David Heyman                                                     |                |
| Ona (Her)                                                                                     | Megan Ellison, Spike Jonze in Vincent Landay                                       |                |
| Nebraska                                                                                      | Albert Berger in Ron Yerxa                                                         |                |
| Philomena                                                                                     | Gabrielle Tana, Steve Coogan in Tracey Seaward                                     |                |
| Volk z Wall Streeta (The Wolf of Wall Street)                                                 | Martin Scorsese, Leonardo DiCaprio, Joey McFarland in Emma Tillinger Koskoff       |                |
| 2014 (87.)                                                                                    |                                                                                    |                |
| Birdman ali Nepričakovana odlika nevednosti (Birdman or (The Unexpected Virtue of Ignorance)) | Alejandro G. Iñárritu, John Lesher in James W. Skotchdopole                        |                |
| Ostrostrelec (American Sniper)                                                                | Clint Eastwood, Andrew Lazar, Robert Lorenz, Bradley Cooper in Peter Morgan        |                |
| Fantovska leta (Boyhood)                                                                      | Richard Linklater in Cathleen Sutherland                                           |                |
| Grand Budapest hotel (The Grand Budapest Hotel)                                               | Wes Anderson, Scott Rudin, Steven M. Rales in Jeremy Dawson                        |                |
| Igra imitacije (The Imitation Game)                                                           | Nora Grossman, Ido Ostrowsky in Teddy Schwarzman                                   |                |
| Selma                                                                                         | Christian Colson, Oprah Winfrey, Dede Gardner in Jeremy Kleiner                    |                |
| Teorija vsega (The Theory of Everything)                                                      | Tim Bevan, Eric Fellner, Lisa Bruce in Anthony McCarten                            |                |
| Ritem norosti (Whiplash)                                                                      | Jason Blum, Helen Estabrook in David Lancaster                                     |                |
| 2015 (88.)                                                                                    |                                                                                    |                |
| V žarišču (Spotlight)                                                                         | Blye Pagon Faust, Steve Golin, Nicole Rocklin in Michael Sugar                     |                |
| Velika poteza (The Big Short)                                                                 | Dede Gardner, Jeremy Kleiner in Brad Pitt                                          |                |
| Most vohunov (Bridge of Spies)                                                                | Steven Spielberg, Marc Platt in Kristie Macosko Krieger                            |                |
| Brooklyn                                                                                      | Finola Dwyer in Amanda Posey                                                       |                |
| Pobesneli Max: Cesta besa (Mad Max: Fury Road)                                                | Doug Mitchell in George Miller                                                     |                |
| Marsovec (The Martian)                                                                        | Simon Kinberg, Ridley Scott, Michael Schaefer in Mark Huffam                       |                |
| Povratnik (The Revenant)                                                                      | Arnon Milchan, Steve Golin, Alejandro G. Iñárritu, Mary Parent in Keith Redmon     |                |
| Soba (Room)                                                                                   | Ed Guiney                                                                          |                |
| 2016 (89.)                                                                                    |                                                                                    |                |
| Mesečina (Moonlight)                                                                          | Adele Romanski, Dede Gardner in Jeremy Kleiner                                     |                |
| Prihod (Arrival)                                                                              | Shawn Levy, Dan Levine, Aaron Ryder in David Linde                                 |                |
| Ograje (Fences)                                                                               | Scott Rudin, Denzel Washington in Todd Black                                       |                |
| Greben rešenih (Hacksaw Ridge)                                                                | Bill Mechanic in David Permut                                                      |                |
| Za vsako ceno (Hell or High Water)                                                            | Carla Hacken in Julie Yorn                                                         |                |
| Skriti faktorji (Hidden Figures)                                                              | Donna Gigliotti, Peter Chernin, Jenno Topping, Pharrell Williams in Theodore Melfi |                |
| Dežela La La (La La Land)                                                                     | Fred Berger, Jordan Horowitz in Marc Platt                                         |                |
| Lev: Dolga pot domov (Lion)                                                                   | Emile Sherman, Iain Canning in Angie Fielder                                       |                |
| Manchester ob morju (Manchester by the Sea)                                                   | Matt Damon, Kimberly Steward, Chris Moore, Lauren Beck in Kevin J. Walsh           |                |
| 2017 (90.)                                                                                    |                                                                                    |                |
| Oblika vode (The Shape of Water)                                                              | Guillermo del Toro in J. Miles Dale                                                |                |
| Pokliči me po svojem imenu (Call Me by Your Name)                                             | Peter Spears, Luca Guadagnino, Emilie Georges in Marco Morabito                    |                |
| Najtemnejša ura (Darkest Hour)                                                                | Tim Bevan, Eric Fellner, Lisa Bruce, Anthony McCarten in Douglas Urbanski          |                |
| Dunkirk                                                                                       | Emma Thomas in Christopher Nolan                                                   |                |
| Zbeži! (Get Out)                                                                              | Sean McKittrick, Jason Blum, Edward H. Hamm Jr. in Jordan Peele                    |                |
| Lady Bird                                                                                     | Scott Rudin, Eli Bush in Evelyn O'Neill                                            |                |
| Fantomska nit (Phantom Thread)                                                                | JoAnne Sellar, Paul Thomas Anderson, Megan Ellison in Daniel Lupi                  |                |
| Zamolčani dokumenti (The Post)                                                                | Amy Pascal, Steven Spielberg in Kristie Macosko Krieger                            |                |
| Trije plakati pred mestom (Three Billboards Outside Ebbing, Missouri)                         | Graham Broadbent, Pete Czernin in Martin McDonagh                                  |                |
| 2018 (91.)                                                                                    |                                                                                    |                |
| Zelena knjiga (Green Book)                                                                    | Jim Burke, Charles B. Wessler, Brian Currie, Peter Farrelly in Nick Vallelonga     |                |
| Črni panter (Black Panther)                                                                   | Kevin Feige                                                                        |                |
| Črni KKKlanovec (BlacKkKlansman)                                                              | Sean McKittrick, Jason Blum, Raymond Mansfield, Jordan Peele in Spike Lee          |                |
| Bohemian Rhapsody                                                                             | Graham King                                                                        |                |
| Najljubša (The Favourite)                                                                     | Ceci Dempsey, Ed Guiney, Lee Magiday in Yorgos Lanthimos                           |                |
| Roma                                                                                          | Gabriela Rodríguez in Alfonso Cuarón                                               |                |
| Zvezda je rojena (A Star Is Born)                                                             | Bill Gerber, Bradley Cooper in Lynette Howell Taylor                               |                |
| Vice                                                                                          | Dede Gardner, Jeremy Kleiner, Adam McKay in Kevin Messick                          |                |
| 2019 (92.)                                                                                    |                                                                                    |                |
| Parazit (Parasite)                                                                            | Kwak Sin Ae in Bong Joon Ho                                                        |                |
| Izzivalca (Ford v Ferrari)                                                                    | Peter Chernin, Jenno Topping in James Mangold                                      |                |
| Irec (The Irishman)                                                                           | Martin Scorsese, Robert De Niro, Jane Rosenthal in Emma Tillinger Koskoff          |                |
| Zajec Jojo (Jojo Rabbit)                                                                      | Carthew Neal, Taika Waititi in Chelsea Winstanley                                  |                |
| Joker                                                                                         | Todd Phillips, Bradley Cooper in Emma Tillinger Koskoff                            |                |
| Čas deklištva (Little Women)                                                                  | Amy Pascal                                                                         |                |
| Zakonska zgodba (Marriage Story)                                                              | Noah Baumbach in David Heyman                                                      |                |
| 1917                                                                                          | Sam Mendes, Pippa Harris, Jayne-Ann Tenggren in Callum McDougall                   |                |
| Bilo je nekoč ... v Hollywoodu (Once Upon a Time in Hollywood)                                | David Heyman, Shannon McIntosh in Quentin Tarantino                                |                |

### 2020.
| Leto                                                    | Film                                                                                  | Producent(a/i)                                                            |
| ------------------------------------------------------- | ------------------------------------------------------------------------------------- | ------------------------------------------------------------------------- |
| 2020 (93.)                                              |                                                                                       |                                                                           |
| Dežela nomadov (Nomadland)                              | Frances McDormand, Peter Spears, Mollye Asher, Dan Janvey in Chloé Zhao               |                                                                           |
| Oče (The Father)                                        | David Parfitt, Jean-Louis Livi in Philippe Carcassonne                                |                                                                           |
| Judež in črni mesija (Judas and the Black Messiah)      | Shaka King, Charles D. King in Ryan Coogler                                           |                                                                           |
| Mank                                                    | Ceán Chaffin, Eric Roth in Douglas Urbanski                                           |                                                                           |
| Minari                                                  | Christina Oh                                                                          |                                                                           |
| Obetavna mladenka (Promising Young Woman)               | Ben Browning, Ashley Fox, Emerald Fennell in Josey McNamara                           |                                                                           |
| Zvok metala (Sound of Metal)                            | Bert Hamelinck in Sacha Ben Harroche                                                  |                                                                           |
| Sojenje čikaški sedmerici (The Trial of the Chicago 7)  | Marc Platt in Stuart M. Besser                                                        |                                                                           |
| 2021 (94.)                                              |                                                                                       |                                                                           |
| CODA                                                    | Philippe Rousselet, Fabrice Gianfermi in Patrick Wachsberger                          |                                                                           |
| Belfast                                                 | Laura Berwick, Kenneth Branagh, Becca Kovacik in Tamar Thomas                         |                                                                           |
| Ne glejte v zrak (Don't Look Up)                        | Adam McKay in Kevin Messick                                                           |                                                                           |
| Drive My Car                                            | Teruhisa Jamamoto                                                                     |                                                                           |
| Dune: Peščeni planet (Dune)                             | Mary Parent, Denis Villeneuve in Cale Boyter                                          |                                                                           |
| Kralj Richard (King Richard)                            | Tim White, Trevor White in Will Smith                                                 |                                                                           |
| Sladičeva pica (Licorice Pizza)                         | Sara Murphy, Adam Somner in Paul Thomas Anderson                                      |                                                                           |
| Ulica nočnih mor (Nightmare Alley)                      | J. Miles Dale, Guillermo del Toro in Bradley Cooper                                   |                                                                           |
| Moč psa (The Power of the Dog)                          | Emile Sherman, Iain Canning, Roger Frappier, Jane Campion in Tanya Seghatchian        |                                                                           |
| Zgodba iz zahodne strani (West Side Story')             | Steven Spielberg in Kristie Macosko Krieger                                           |                                                                           |
| 2022 (95.)                                              |                                                                                       |                                                                           |
| Vse povsod naenkrat (Everything Everywhere All at Once) | Daniel Kwan, Daniel Scheinert in Jonathan Wang                                        |                                                                           |
| Na Zahodu nič novega (All Quiet on the Western Front)   | Malte Grunert                                                                         |                                                                           |
| Avatar: Pot vode (Avatar: The Way of Water)             | James Cameron in Jon Landau                                                           |                                                                           |
| Duše otoka (The Banshees of Inisherin)                  | Graham Broadbent, Pete Czernin in Martin McDonagh                                     |                                                                           |
| Elvis                                                   | Baz Luhrmann, Catherine Martin, Gail Berman, Patrick McCormick in Schuyler Weiss      |                                                                           |
| Fabelmanovi (The Fabelmans)                             | Kristie Macosko Krieger, Steven Spielberg, Tony Kushner                               |                                                                           |
| Tár                                                     | Todd Field, Alexandra Milchan in Scott Lambert                                        |                                                                           |
| Top Gun: Maverick                                       | Tom Cruise, Christopher McQuarrie, David Ellison in Jerry Bruckheimer                 |                                                                           |
| Trikotnik žalosti (Triangle of Sadness)                 | Erik Hemmendorff in Philippe Bober                                                    |                                                                           |
| Women Talking                                           | Dede Gardner, Jeremy Kleiner, in Frances McDormand                                    |                                                                           |
| 2023 (96.)                                              |                                                                                       |                                                                           |
| Oppenheimer                                             | Emma Thomas, Charles Roven in Christopher Nolan                                       |                                                                           |
| Pretekla življenja (Past Lives)                         | David Hinojosa, Christine Vachon in Pamela Koffler                                    |                                                                           |
| American Fiction                                        | Ben LeClair, Nikos Karamigios, Cord Jefferson in Jermaine Johnson                     |                                                                           |
| Anatomija padca (Anatomy of a Fall)                     | Marie-Ange Luciani in David Thion                                                     |                                                                           |
| Barbie                                                  | David Heyman, Margot Robbie, Tom Ackerley in Robbie Brenner                           |                                                                           |
| Bartonova akademija (The Holdovers)                     | Mark Johnson                                                                          |                                                                           |
| Morilci cvetne lune (Killers of the Flower Moon)        | Dan Friedkin, Bradley Thomas, Martin Scorsese in Daniel Lupi                          |                                                                           |
| Maestro                                                 | Bradley Cooper, Steven Spielberg, Fred Berner, Amy Durning in Kristie Macosko Krieger |                                                                           |
| Nesrečna bitja (Poor Things)                            | Ed Guiney, Andrew Lowe, Yorgos Lanthimos in Emma Stone                                |                                                                           |
| Interesno območje (The Zone of Interest)                | James Wilson                                                                          |                                                                           |
| 2024 (97.)                                              | Anora                                                                                 | Alex Coco, Samantha Quan in Sean Baker                                    |
| 2024 (97.)                                              | Brutalist (The Brutalist)                                                             | Nick Gordon, Brian Young, Andrew Morrison, D.J. Gugenheim in Brady Corbet |
| 2024 (97.)                                              | Popolni neznanec (A Complete Unknown)                                                 | Fred Berger, James Mangold in Alex Heineman                               |
| 2024 (97.)                                              | Konklave (Conclave)                                                                   | Tessa Ross, Juliette Howell in Michael A. Jackman                         |
| 2024 (97.)                                              | Dune: Peščeni planet, 2. del (Dune: Part Two)                                         | Mary Parent, Cale Boyter, Tanya Lapointe in Denis Villeneuve              |
| 2024 (97.)                                              | Emilia Pérez                                                                          | Pascal Caucheteux in Jacques Audiard                                      |
| 2024 (97.)                                              | Še sem tu (Ainda Estou Aqui)                                                          | Maria Carlota Bruno in Rodrigo Teixeira                                   |
| 2024 (97.)                                              | Nickel Boys                                                                           | Dede Gardner, Jeremy Kleiner in Joslyn Barnes                             |
| 2024 (97.)                                              | Substanca (The Substance)                                                             | Coralie Fargeat, Tim Bevan in Eric Fellner                                |
| 2024 (97.)                                              | Žlehtnoba (Wicked)                                                                    | Marc Platt                                                                |